# المجلس الوطني للفنون التقليدية
المجلس الوطني للفنون التقليدية (بالإنجليزية:National Council for the Traditional Arts) هو منظمة فنية غير ربحية خاصة مقرها في الولايات المتحدة وتشجع على الفنون التقليدية وتنظم المهرجان الوطني الشعبي. يقع مقره الرئيسي في سيلفر سبرينغ بولاية ماريلاند.